# Den bedste mand
Den bedste mand er en dansk film fra 2017, filmen er instrueret af Mikkel Serup og med Mikkel Boe Følsgaard, Lene Maria Christensen, Søren Malling og Arnold Oceng i hovedrollerne.

## Medvirkende
- Mikkel Boe Følsgaard som Jørgen "Gamle" Hansen
- Lene Maria Christensen som Hanne Hansen
- Søren Malling som Mogens Palle
- Arnold Oceng som Ayub Kalule
- Kristian Fjord som Bjarne
- Benjamin Kitter som Børge
- Mikkel Sønderskov Drewes Knudsen som Søren
- Livia Maria Begu som Helle
- Ari Alexander som Preben
- Marie Askehave som Lis
- Kristian Høgh Jeppesen som Munken
- Martin Greis som Svend Gehrs
- Enock M. Poulsen som Mike Everett